# Investigation 13
Investigation 13 es una película estadounidense de animación, terror y misterio de 2019, dirigida por Krisstian de Lara, que a su vez la escribió junto a Clay Smith y Rolando Viñas, musicalizada por Maxwell Sterling, en la fotografía estuvo Ricardo Valdez y los protagonistas son Meg Foster, Stephanie Hernandez y Patrick Flanagan, entre otros. El filme fue realizado por Gorilla Studios Miami y se estrenó el 10 de septiembre de 2019.

## Sinopsis
Unos alumnos de la facultad de ciencias investigan la leyenda urbana de "The Mole Man", un expaciente que se comenta que todavía habita en Black Grove Asylum y que es el culpable de las desapariciones de quienes van allí.